# Bleekkeeltiran
De bleekkeeltiran (Myiarchus nuttingi) is een zangvogel uit de familie Tyrannidae (tirannen).

## Verspreiding en leefgebied
Deze soort komt voor in Midden-Amerika en telt drie ondersoorten:
- M. n. inquietus: westelijk en centraal Mexico.
- M. n. nuttingi: van zuidelijk Mexico tot het binnenland van noordwestelijk Costa Rica.
- M. n. flavidior: van zuidwestelijk Mexico tot de kust van noordwestelijk Costa Rica.

## Status
De grootte van de populatie is in 2019 geschat op 0,5-5 miljoen volwassen vogels. Op de Rode lijst van de IUCN heeft deze soort de status niet bedreigd.